# Philip Quast
Philip Quast (Tamworth, Australia, 30 de julio de 1957) es un actor y cantante australiano que ha ganado tres veces el Premio Laurence Olivier al mejor actor en una obra musical, lo que lo convierte en el primer actor en tener tres victorias en esa categoría.  

## Carrera
Es conocido por su papel del Inspector Javert en la versión musical de la etapa de Les Misérables: El reparto de ensueño en concierto. 
También es conocido por varios papeles teatrales como Georges Seurat en Domingo de Stephen Sondheim en el parque con George y Emile de Becque de Rodgers y Hammerstein del Pacífico Sur. 
También es conocido por apariciones en el cine y por sus papeles en programas de televisión como Ultraviolet, novias de Cristo y obra de la escuela.

## Filmografía

### Series de televisión
| Año  | Título         | Personaje     | Notas       |
| ---- | -------------- | ------------- | ----------- |
| 2008 | Silent Witness | Leonid Polyak | 2 episodios |

### Teatro
| Año  | Título                         | Personaje | Teatro                 |
| ---- | ------------------------------ | --------- | ---------------------- |
| 2001 | South Pacific                  | Olivier   | Royal National Theatre |
| 1997 | The Fix                        | -         | -                      |
| 1990 | Sunday in the Park with George | -         | -                      |

## Premios y nominaciones
| Año  | Categoría               | Premio                         | Obra                           | Resultado |
| ---- | ----------------------- | ------------------------------ | ------------------------------ | --------- |
| 2002 | Best Actor in a Musical | Laurence Olivier Theatre Award | South Pacific                  | Ganador   |
| 1998 | Best Actor in a Musical | Laurence Olivier Theatre Award | The Fix                        | Ganador   |
| 1991 | Best Actor in a Musical | Laurence Olivier Theatre Award | Sunday in the Park with George | Ganador   |